# Pontikonisi, Kreta
Pontikonisi (även Pondikonisi) är en ö i Grekland. Den ligger i regionen Kreta, i den södra delen av landet, 270 km söder om huvudstaden Aten. Arean är 0,36 kvadratkilometer.
Öns högsta punkt är 122 meter över havet. Den sträcker sig 0,7 kilometer i nord-sydlig riktning, och 0,8 kilometer i öst-västlig riktning.
Klimatet i området är tempererat. Årsmedeltemperaturen i trakten är 17 °C. Den varmaste månaden är juli, då medeltemperaturen är 25 °C, och den kallaste är mars, med 10 °C. Genomsnittlig årsnederbörd är 890 millimeter. Den regnigaste månaden är december, med i genomsnitt 199 mm nederbörd, och den torraste är juli, med 1 mm nederbörd.